# Велечево (Кључ)
Велечево је насељено мјесто у Босни и Херцеговини, у општини Кључ, које административно припада Федерацији Босне и Херцеговине. Према попису становништва из 2013. у насељу је живјело 409 становника.

## Историја
Након завршетка Рата у Босни и Херцеговини, Велечево се налазило у саставу Републике Српске, али је након споразума између Републике Српске и Федерације БиХ заједно са Дубочанима припојено Федерацији, док је Копривна припала Републици Српској.

## Становништво
| Демографија | Демографија | Демографија |
| Година      | Становника  | Становника  |
| ----------- | ----------- | ----------- |
| 1961.       | 431         |             |
| 1971.       | 474         |             |
| 1981.       | 481         |             |
| 1991.       | 525         |             |
| 2013.       | 409         |             |